# Jüdische Gemeinde Enniger

Frontansicht der Synagoge in Enniger, Bauzeichnung 1869

Die Jüdische Gemeinde Enniger bestand seit etwa 1848. 1870 konnte sie eine eigene Synagoge einweihen, die bis 1889 gemeinsam mit der Gemeinde Sendenhorst genutzt wurde. Danach gingen die Gemeinden in der Jüdischen Gemeinde Drensteinfurt auf.

## Geschichte der jüdischen Gemeinde
Um 1560 lebte ein Moises von Enniger im Ort, der vom Bischof aus dem Hochstift Münster ausgewiesen wurde. Erst 1764 erteilte die Bischöfliche Hofkammer in Münster wieder einem Juden das Geleit für Enniger. 1818 lebten zwei jüdische Familien in Enniger, 1860 waren es mit Hoetmar und Ennigerloh zusammen acht Familien. Zu dieser Zeit stieg die Mitgliederzahl der Gemeinde, die sich seit ca. 1848 im Haus der Familie Rollmann zum Beten versammelte, auf bis zu 50 Personen an.
Im Jahr 1870 konnte die jüdische Gemeinde ihre Synagoge einweihen. Diese war zu einem großen Teil von privaten Spenden der christlichen Bevölkerung finanziert worden. Auch Oberpräsident Franz von Duesberg hatte den Bau unterstützt. Die Synagoge stand an der Dorfstraße, heute Hauptstraße 70. Der eingeschossige Ziegelsteinbau trug ein Satteldach und stand auf einem rechteckigen Grundriss.

Seitenansicht der Synagoge

Am 22. April 1873 wurde das Mädchen Elisabeth Schütte aus Enniger Opfer eines Sexualmordes. Die Bevölkerung beschuldigte den jüdischen Bürger Georg Spiegel, das Mädchen in einem Ritualmord umgebracht zu haben. Selbst als die Justiz Spiegel freigesprochen hatte, gingen die antisemitischen Ausschreitungen in Enniger und Hoetmar weiter. In der Nacht des 18. Novembers 1873 warfen Unbekannte die Fensterscheiben der Synagoge ein. Boykott der jüdischen Geschäfte, Schmierereien und Psychoterror hörten jahrelang nicht auf, weshalb die meisten jüdischen Familien Enniger in den 1890er Jahren verließen.
Im Juni 1890 stellte Herz Spiegel einen Antrag auf Abbruch der Synagoge, die zu diesem Zeitpunkt schon Jahre lang nicht mehr für Gottesdienste benutzt worden war. 1891 erfolgte ein teilweiser Abbruch; Teile des Gebäudes wurden in Nachfolgebauten integriert und blieben bis in die 1970er Jahre erhalten. 1892 verließ die letzte jüdische Familie Enniger.
Am Platz des jüdischen Friedhofs, an der Landstraße nach Ennigerloh, erinnert heute eine Gedenktafel an die jüdische Gemeinde. Grabsteine sind allerdings nicht erhalten.